# Sinettäjärvi och Lehtojärvi
Sinettäjärvi och Lehtojärvi är en sjö i Finland, med de två delarna avskilda genom sundet Sinetänsalmi. Den ligger i kommunen Rovaniemi i landskapet Lappland, i den norra delen av landet, 700 km norr om huvudstaden Helsingfors. Sinettäjärvi och Lehtojärvi ligger 96,8 meter över havet. Den är 40 meter djup. Arean är 9,4 kvadratkilometer och strandlinjen är 33,2 kilometer lång. Sjön  ingår i Kemi älvs huvudavrinningsområde.   
Sonkajoki, som avvattnar Sonkajärvi, rinner ut i Lehtojärvi. Sinettijärvi avvattnas av Sinettijoki, som via Sinettälampi rinner ut i Ounasjoki sex kilometer nedströms, vid Sinettä. Även vid Lehtojärvi och Sinetänsalmi finns bosättning, medan det kring Sinettäjärvi, med högre stränder, främst finns sommarstugor.